# Johannes Schilling

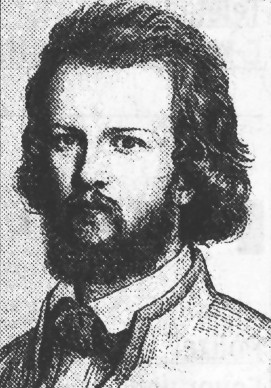
Johannes Schilling

Johannes Schilling, ritratto in età avanzata

Johannes Schilling (Mittweida, 23 giugno 1828 – Klotzsche, 21 marzo 1910) è stato uno scultore tedesco.

## Biografia

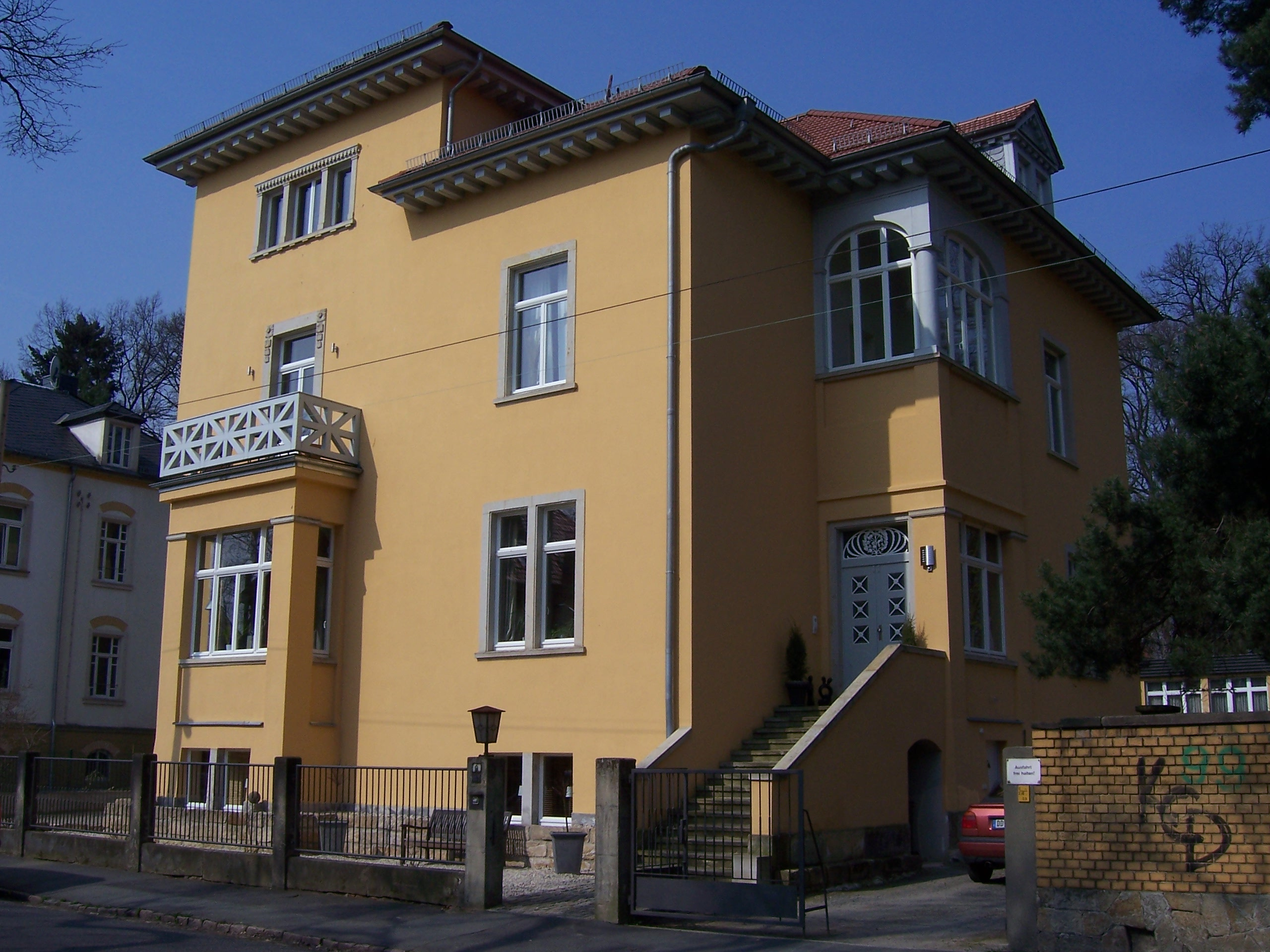
La casa dove abitò Johannes Schilling, dal 1900 al 1910, in Goethestrasse a Dresda-Klotzsche

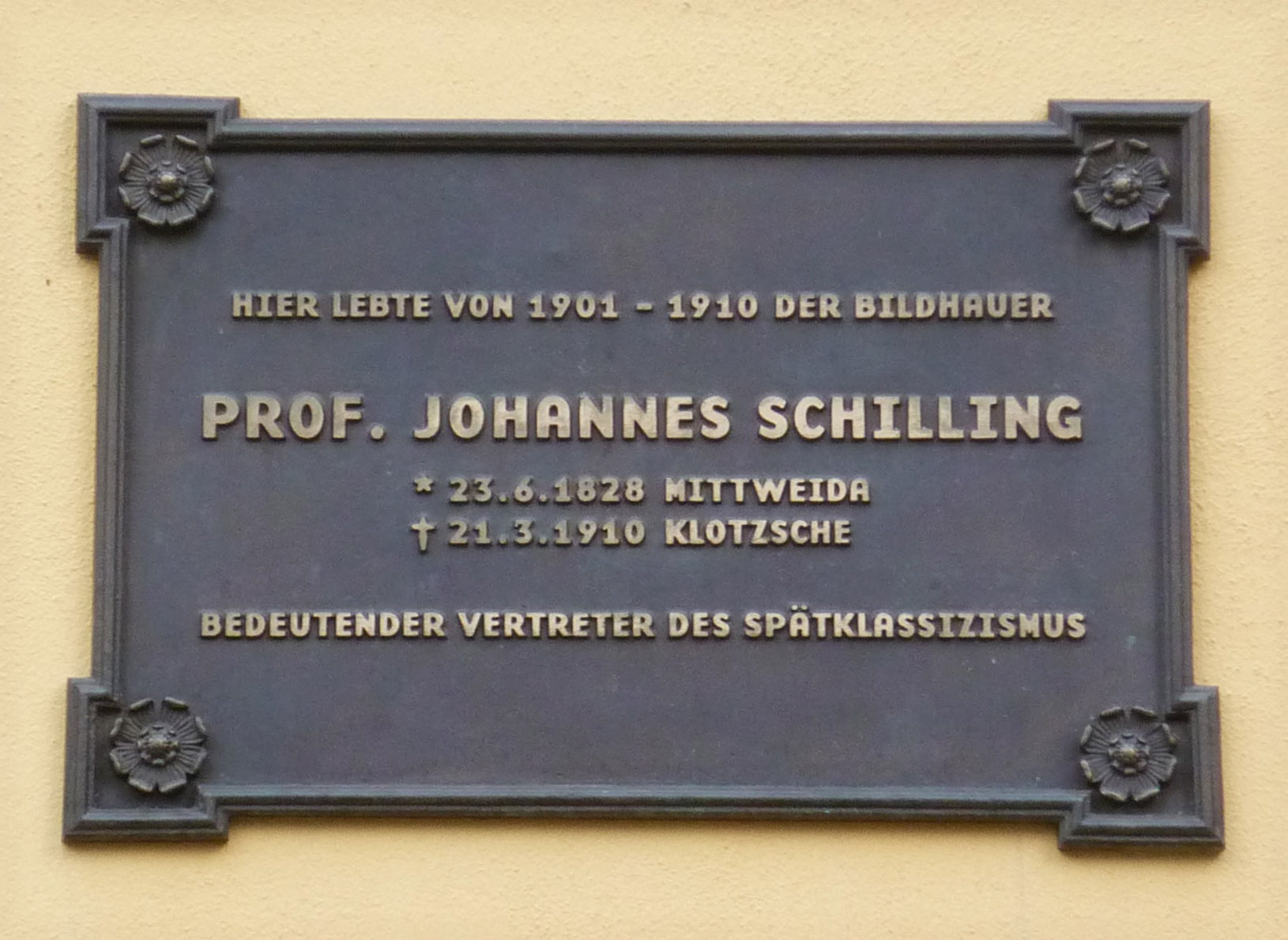
Targa sull'ex edificio residenziale a Dresda-Klotzsche, Goethestr. 9

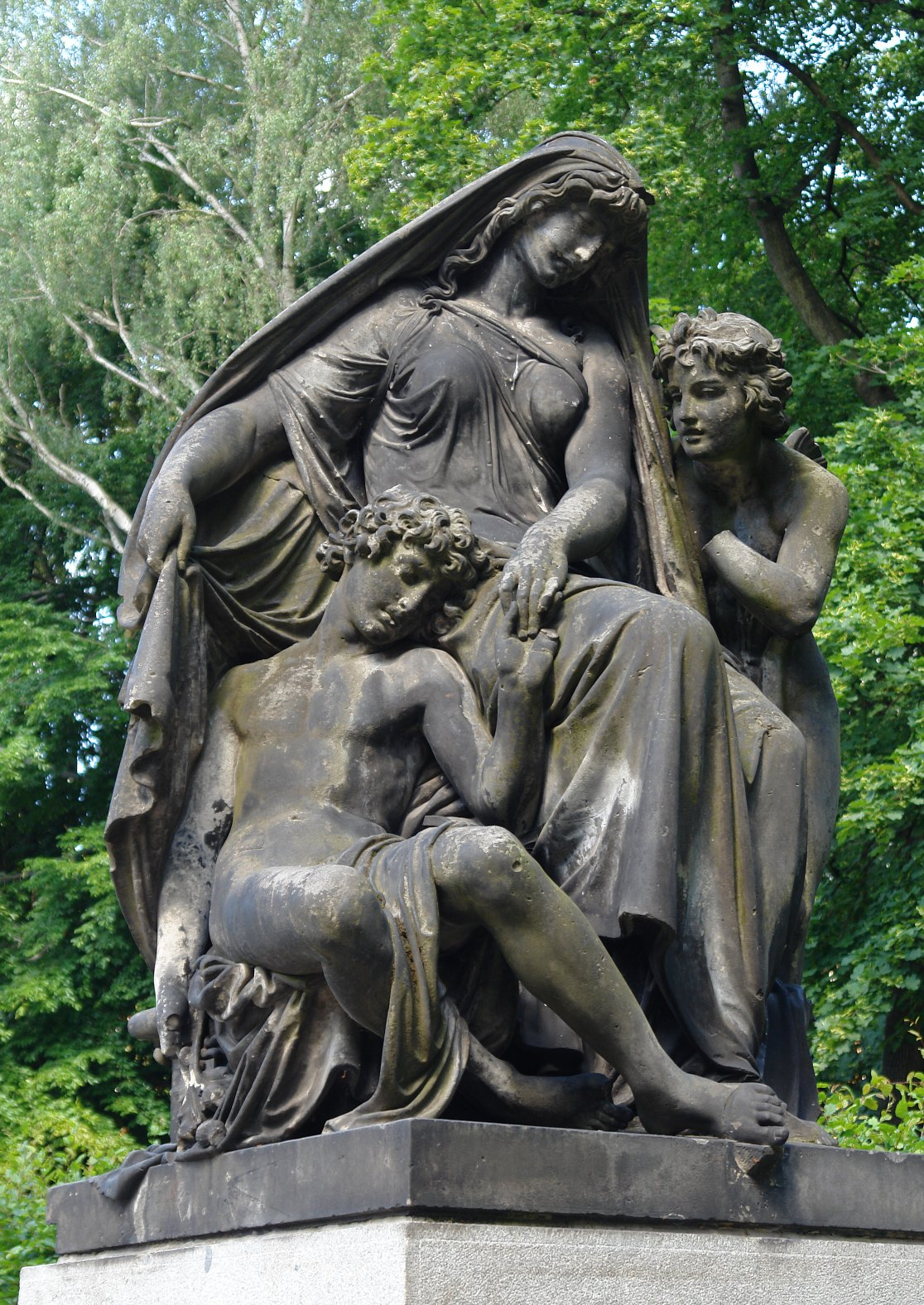
La notte, gruppo di figure in arenaria di Johannes Schilling Le quattro ore del giorno (arenaria)

Johannes Schilling era il quinto figlio di Julius e Anna Schilling. I genitori si trasferirono a Dresda, un anno dopo la sua nascita, dove Johannes crebbe. All'età di sei anni frequentò la scuola privata di Böttcher syll'Altmarkt e all'età di 14 anni si iscrisse all'Accademia d'arte di Dresda, dove studiò disegno, tra le altre cose, con Karl Gottlieb Peschel. Dopo aver completato gli studi, divenne uno degli allievi dello scultore Ernst Rietschel nel 1845 e lavorò per cinque anni nel suo studio nel padiglione del giardino di Brühl. Nel 1851 e nel 1852 fu a Berlino, dove studiò con Christian Daniel Rauch e Johann Friedrich Drake. 
Nel 1852 tornò a Dresda e lavorò, fino al 1854, nello studio dello scultore Ernst Julius Hähnel. Fece poi un viaggio di ricerca a Roma e tornò nel 1856. Nel 1857 aprì il suo studio a Dresda e accettò i primi ordini tra i quali alcuni da Gottfried Semper. Nello stesso anno sposò Louise Isidora Arnold a Dresda, figlia dell'editore Ernst Sigismund Arnold. Da questo matrimonio nacquero Rudolf Schilling, architetto e comproprietario della società di costruzioni Schilling & Graebner, e Katharina Susanna Schilling, che in seguito divenne la moglie del chimico Arthur Hantzsch. Lo scrittore e storico Heinar Schilling nacque dal suo secondo matrimonio con Minna Auguste Natalie Neubert. 
Nel 1861, Johannes Schilling fu incaricato di progettare la scala sulla Brühlsche Terrasse, che fu completata nel 1868. Il gruppo di figure realizzate in arenaria, Le quattro ore del giorno venne sostituito nel 1908 da pezzi fusi in bronzo, poiché gli originali, vennero spostati nel castello di Chemnitz dopo essere stati restaurati in quanto danneggiati dagli eventi atmosferici. Le quattro ore del giorno furono la svolta nella carriera di Johannes Schilling come scultore. Seguirono numerosi altri ordini che lo portarono a lavorare in tutta Europa. Opere centrali gli vennero commissionate anche a Dresda, dove Schilling realizzò, tra le altre cose, la Quadriga della Semperoper e la statua equestre per il re Giovanni di Sassonia. 
A Dresda, Johannes Schilling fu nominato professore all'Accademia d'arte, nel 1868, dove insegnò fino a poco prima della sua morte. Tra i suoi allievi vi furono Carl Schlueter, Jakob Otto Schweizer e George Simonds. Nel corso della sua vita realizzò, secondo un progetto di suo figlio Rodolfo, nel 1888, il museo Schilling aperto a collezioni comunali in cui vennero esposti modelli in gesso e disegni di Johannes Schilling. Il museo fu distrutto nel 1945. Alla sua morte lasciò parte della sua eredità artistica alla sua città natale di Mittweida a condizione che venisse allestito il suo Museo Schilling. Tuttavia, questo non fu realizzato prima della prima guerra mondiale e fu solo nel 2005 che, dopo quasi 100 anni, la sua volontà fu adempiuta attraverso la Schilling House nella sua città natale. Johannes Schilling è uno degli artisti rappresentati nell'ultimo gruppo della processione principesca di Dresda, che è stata completata nella sua forma attuale nel 1907. 
Johannes Schilling morì nel 1910 a Klotzsche, oggi distretto di Dresda, e fu sepolto nel Trinitatisfriedhof. Successivamente fu trasferito a Meißen-Zscheila nella tomba della famiglia Schilling nella cripta della chiesa evangelica del luogo.

## Opere (selezione)

### Sculture

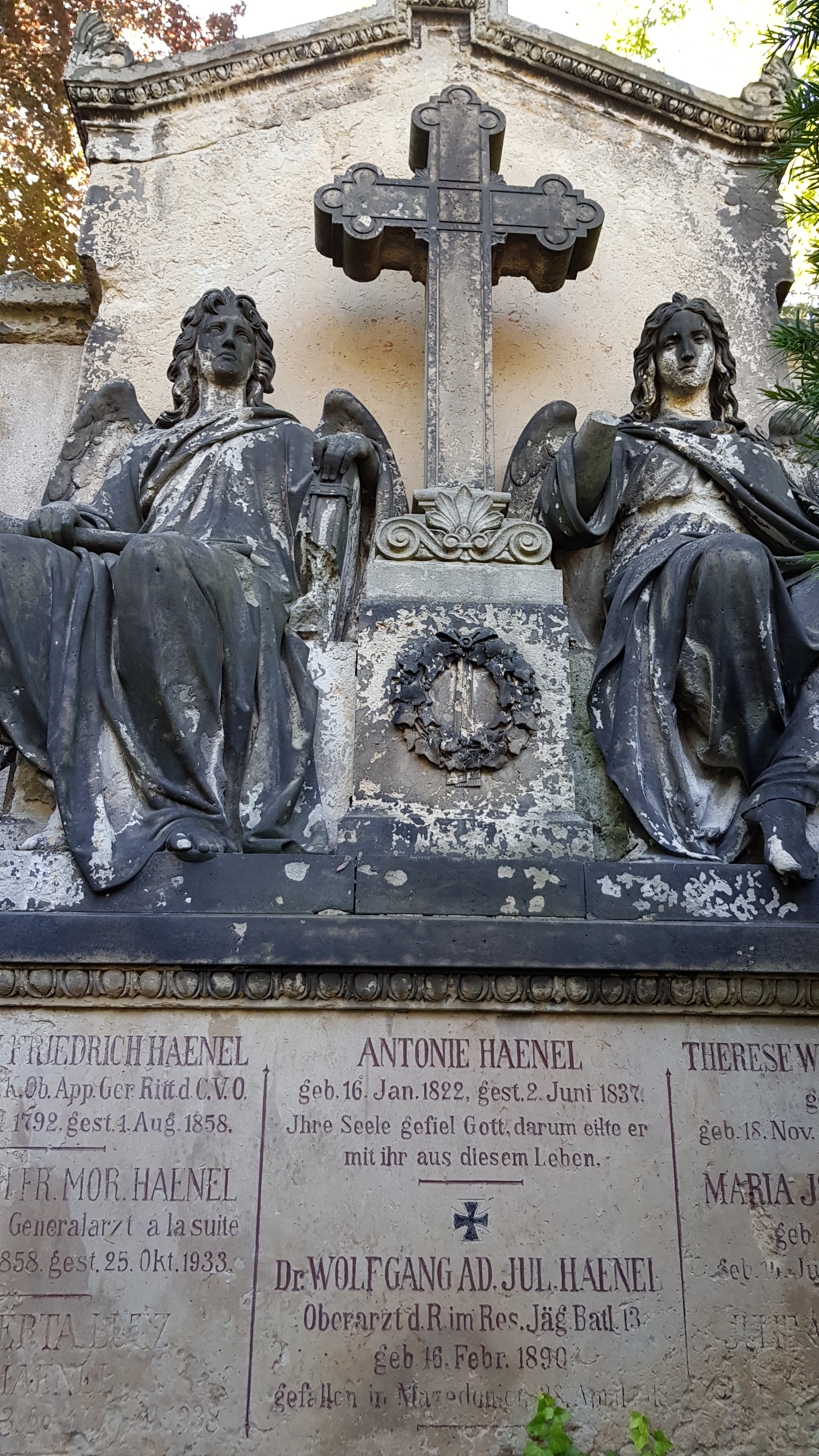
1860, Angelo della giustizia e della pace in croce, monumento alla famiglia del dott. Haenel
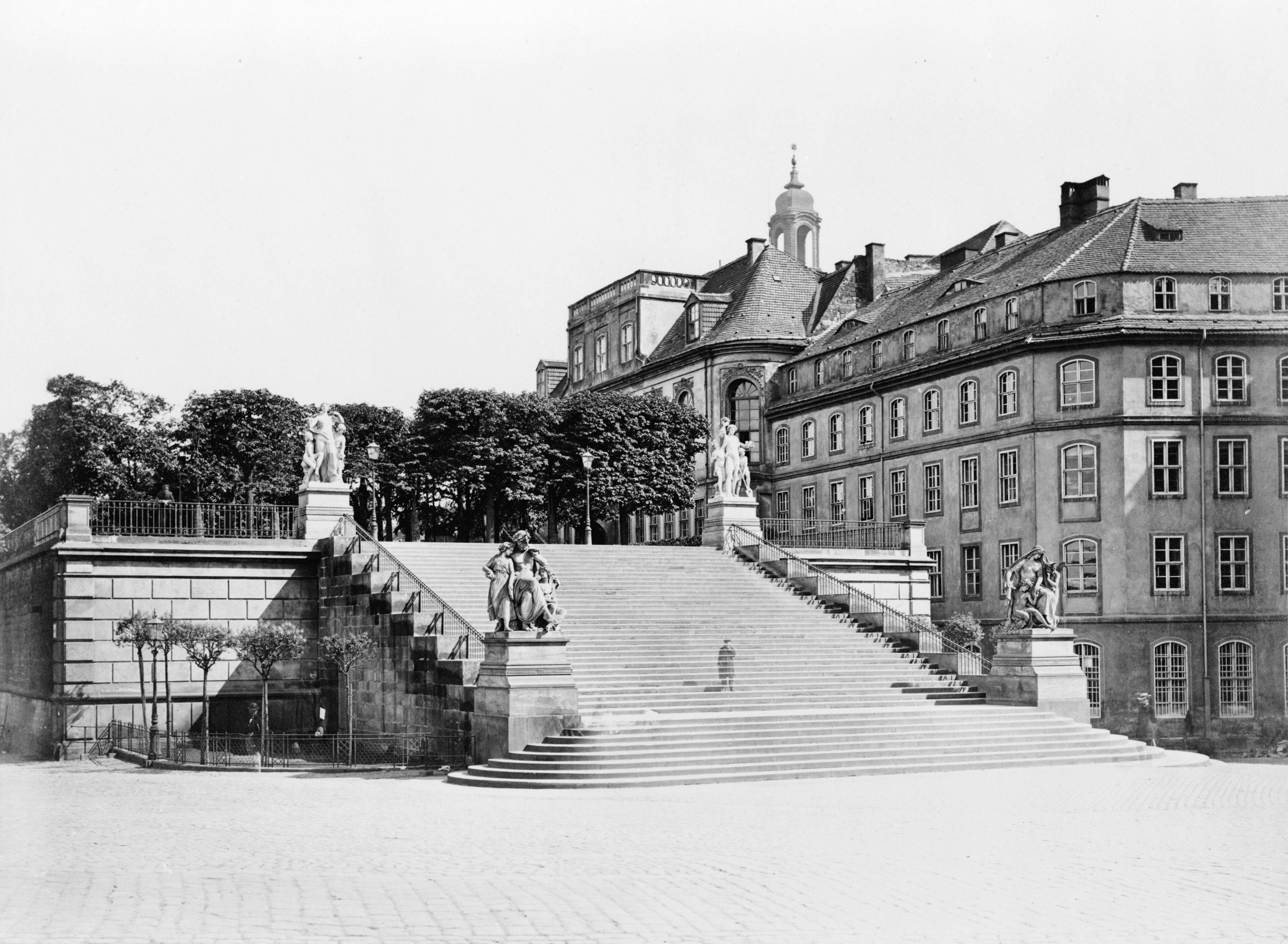
1861–1868: Le quattro ore del giorno sulla Brühlsche Terrasse a Dresda
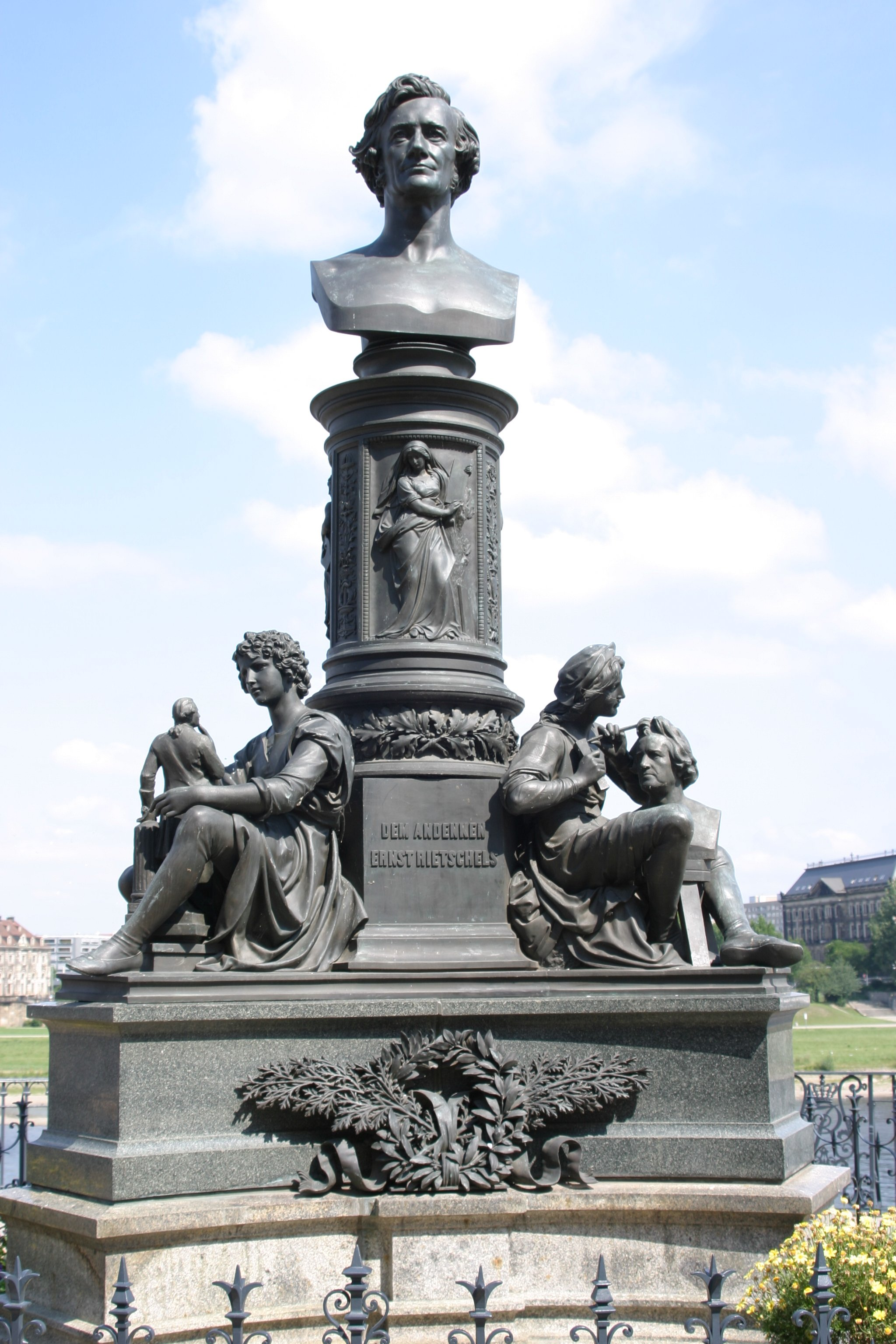
1868–1876: memoriale di Ernst Rietschel sulla Brühlsche Terrasse
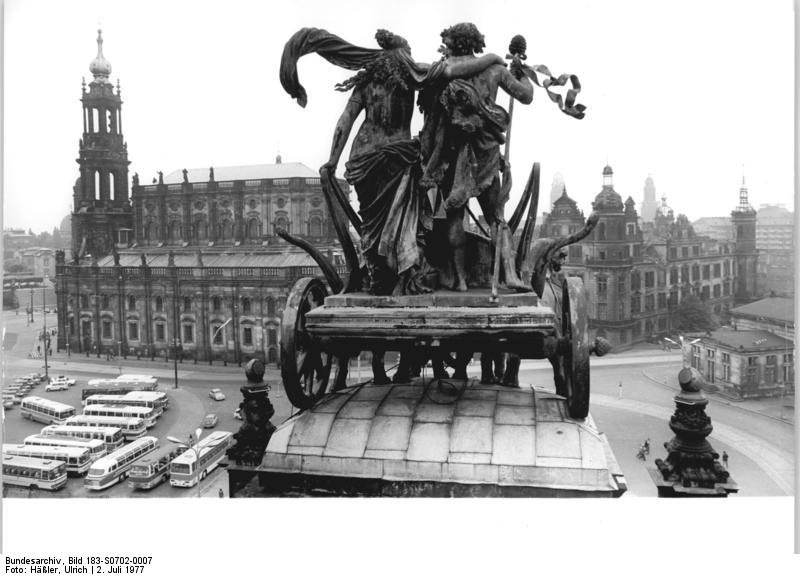
1871–1877: Quadriga alla Semperoper sulla Theaterplatz di Dresda
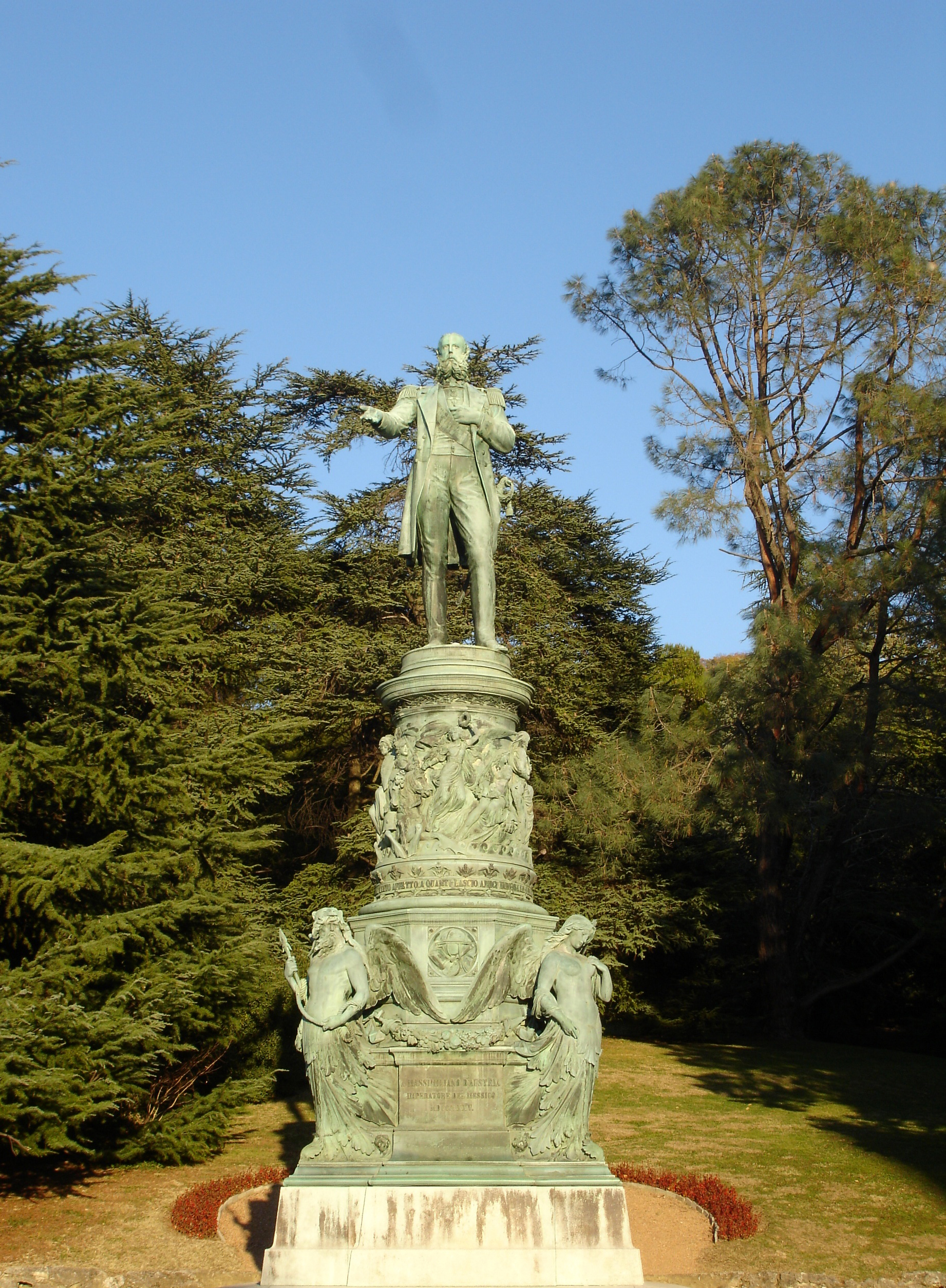
1870-1875: monumento all'arciduca Ferdinando Massimiliano nel parco del Castello di Miramare vicino a Trieste
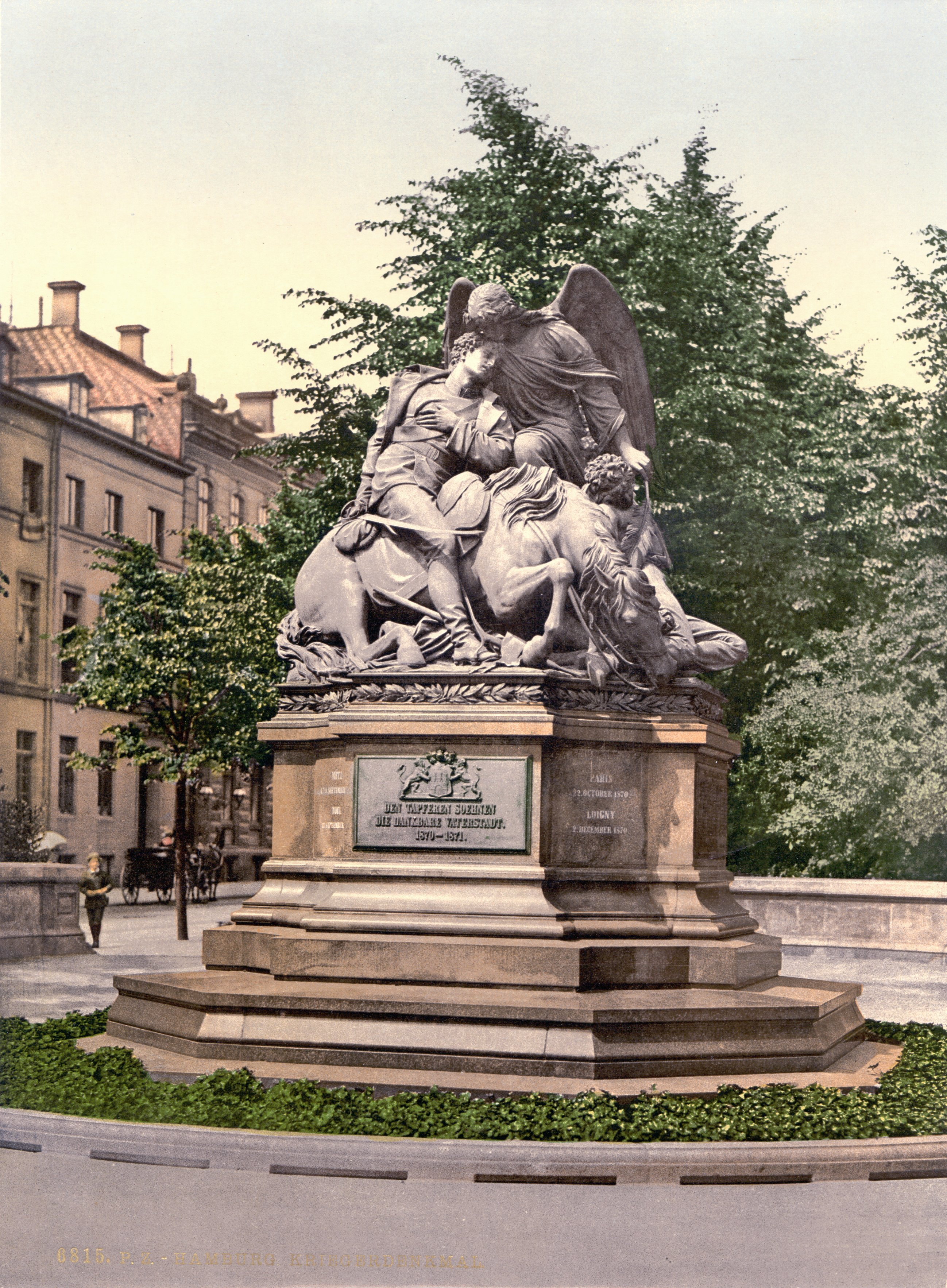
Fino al 1877: memoriale di guerra 1870/71 del 2º reggimento di fanteria anseatica n. 76, posizione attuale: Amburgo-Rotherbaum
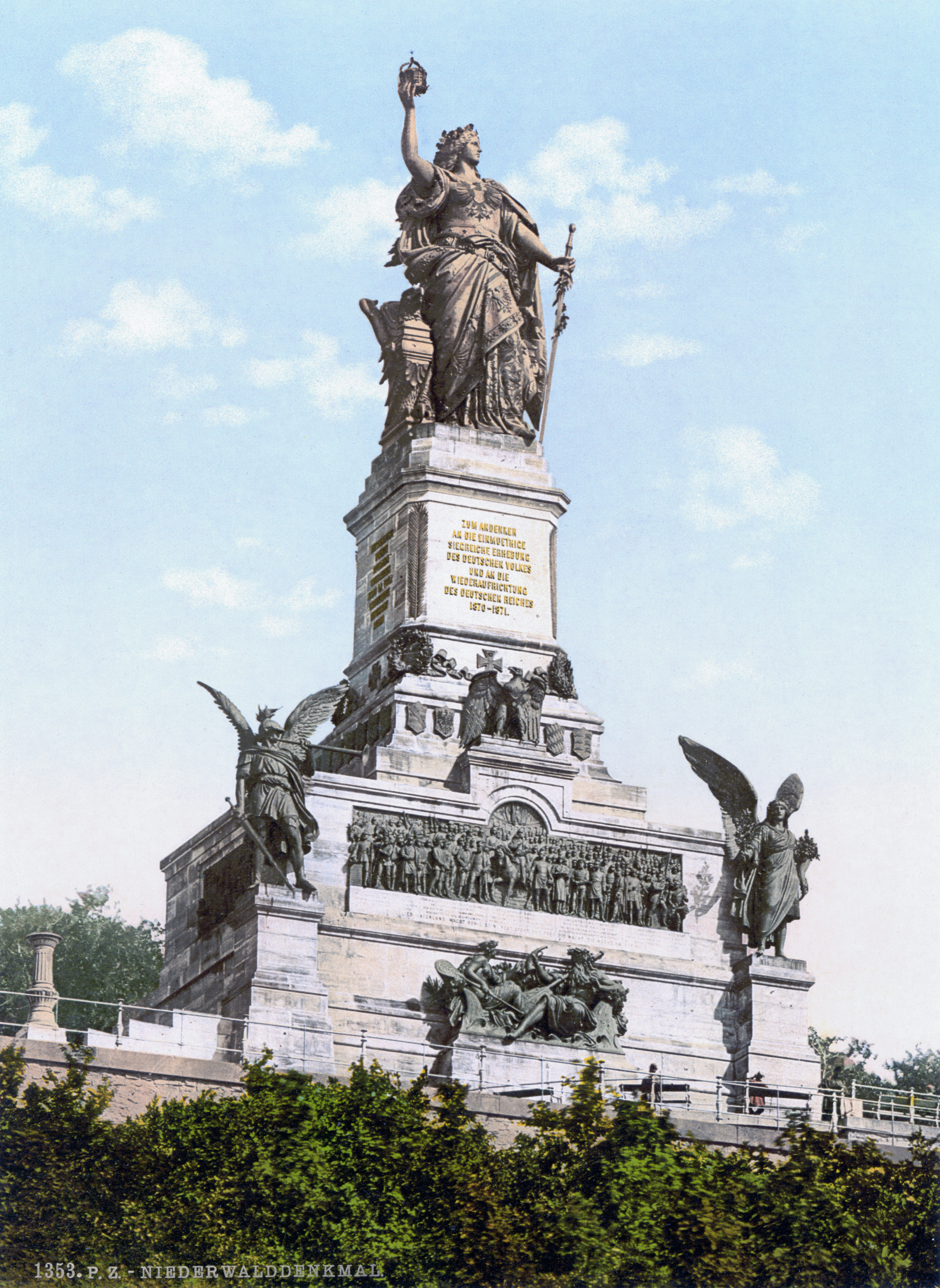
1877-1883: monumento di Niederwald. Si dice che la figlia minore di Schilling, Clara, sia stata la modella per la statua della Germania.
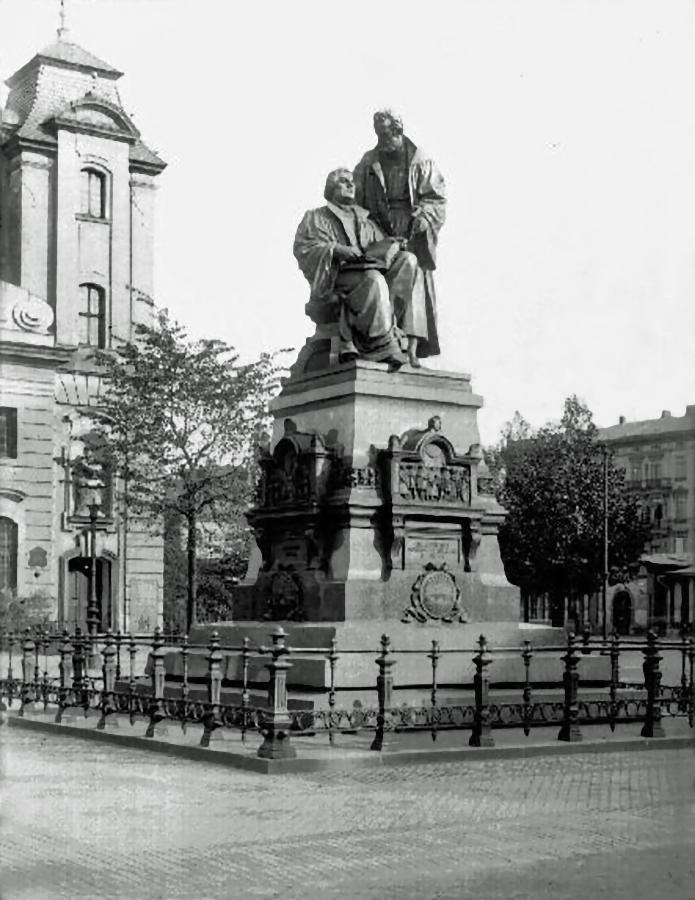
1882–1883: Monumento della Riforma a Lipsia
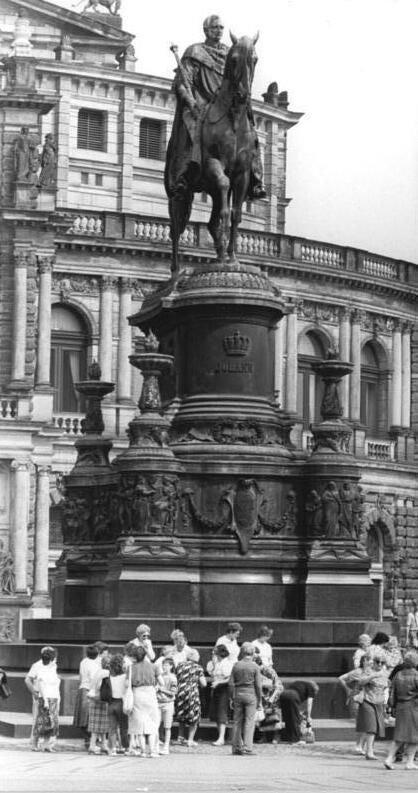
1882–1889: statua equestre di re Giovanni di Sassonia
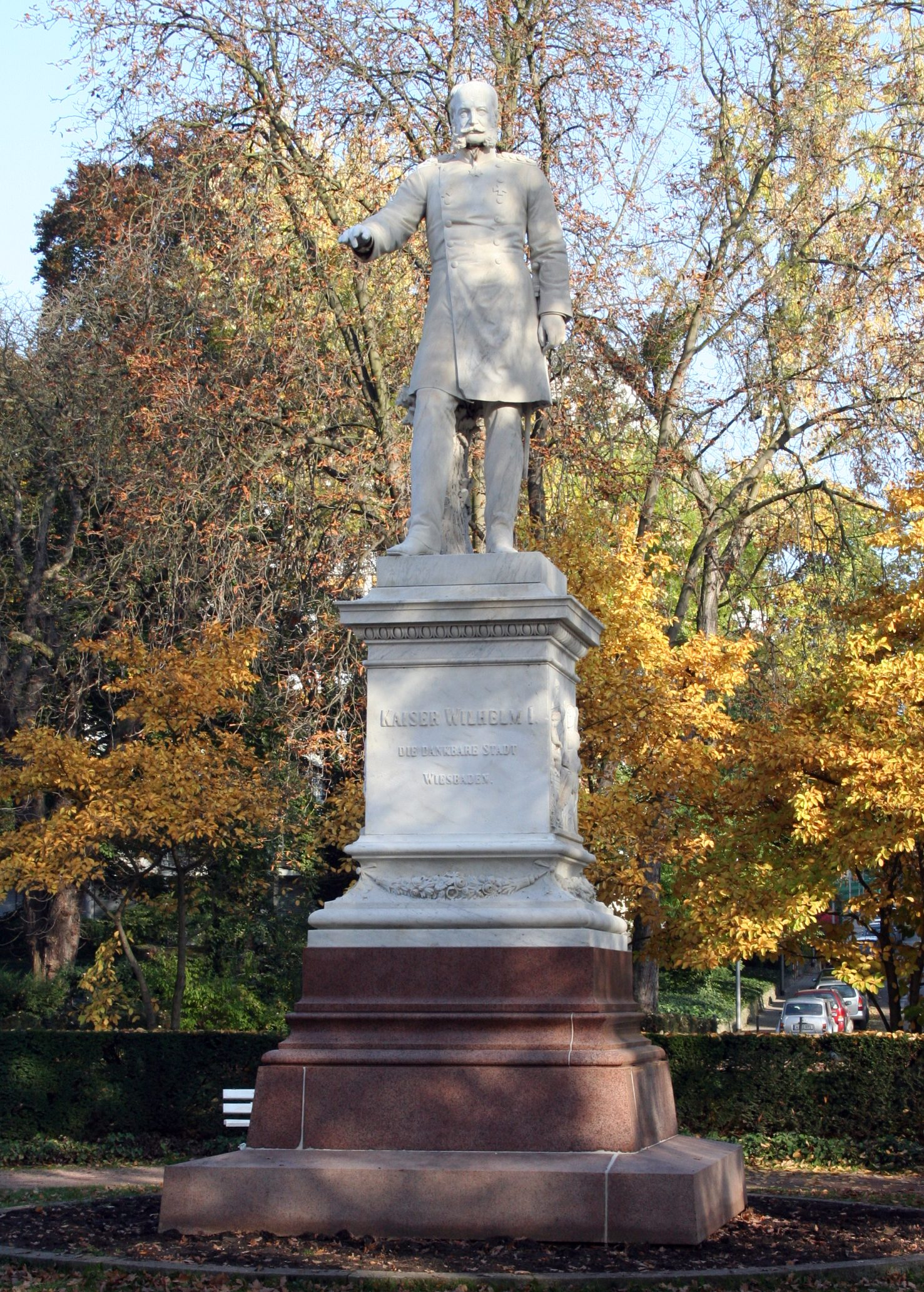
1888–1894: Monumento al Kaiser Guglielmo I a Wiesbaden
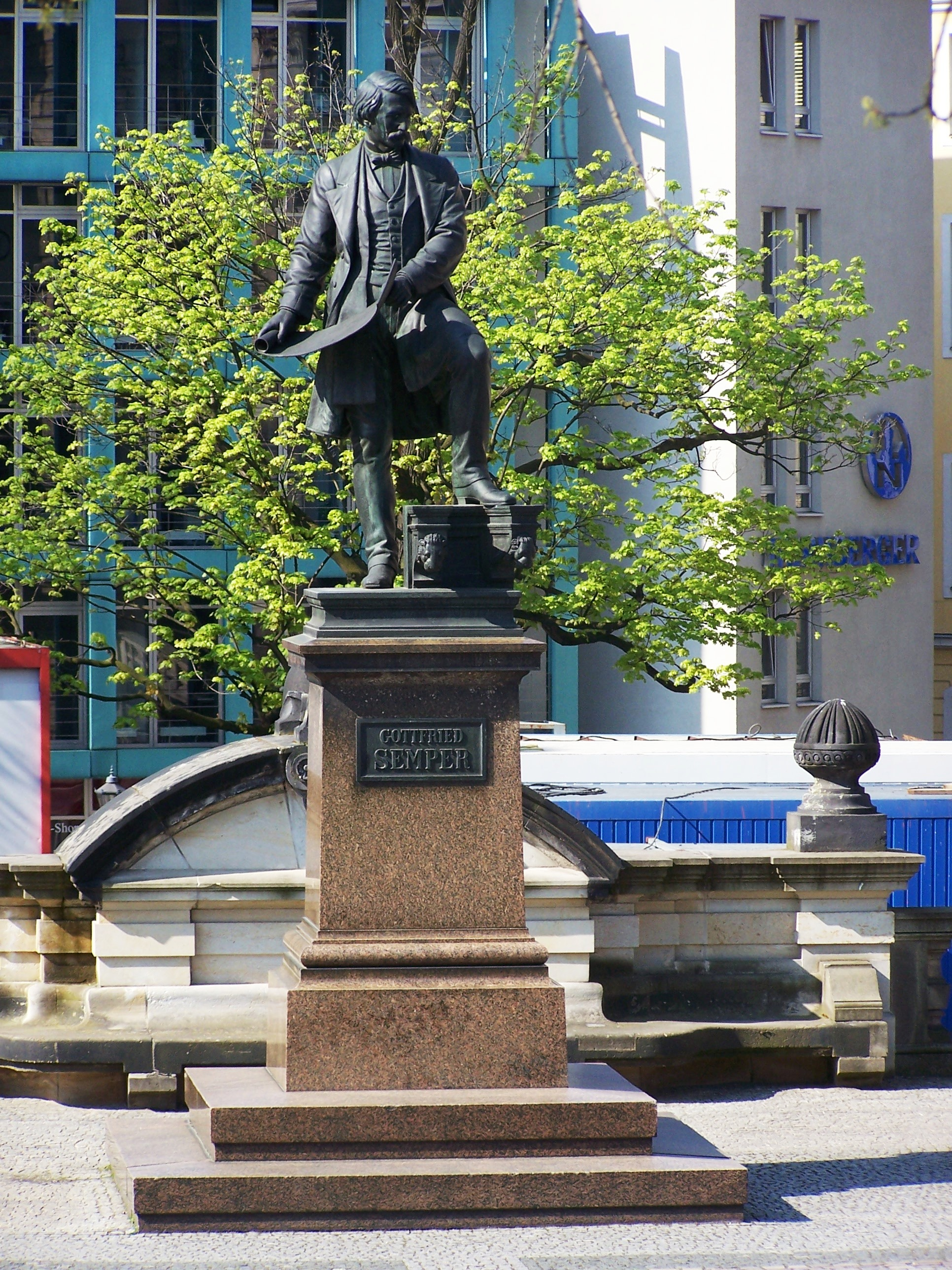
1891/92: Memoriale di Gottfried Semper sulla Brühlsche Terrasse a Dresda
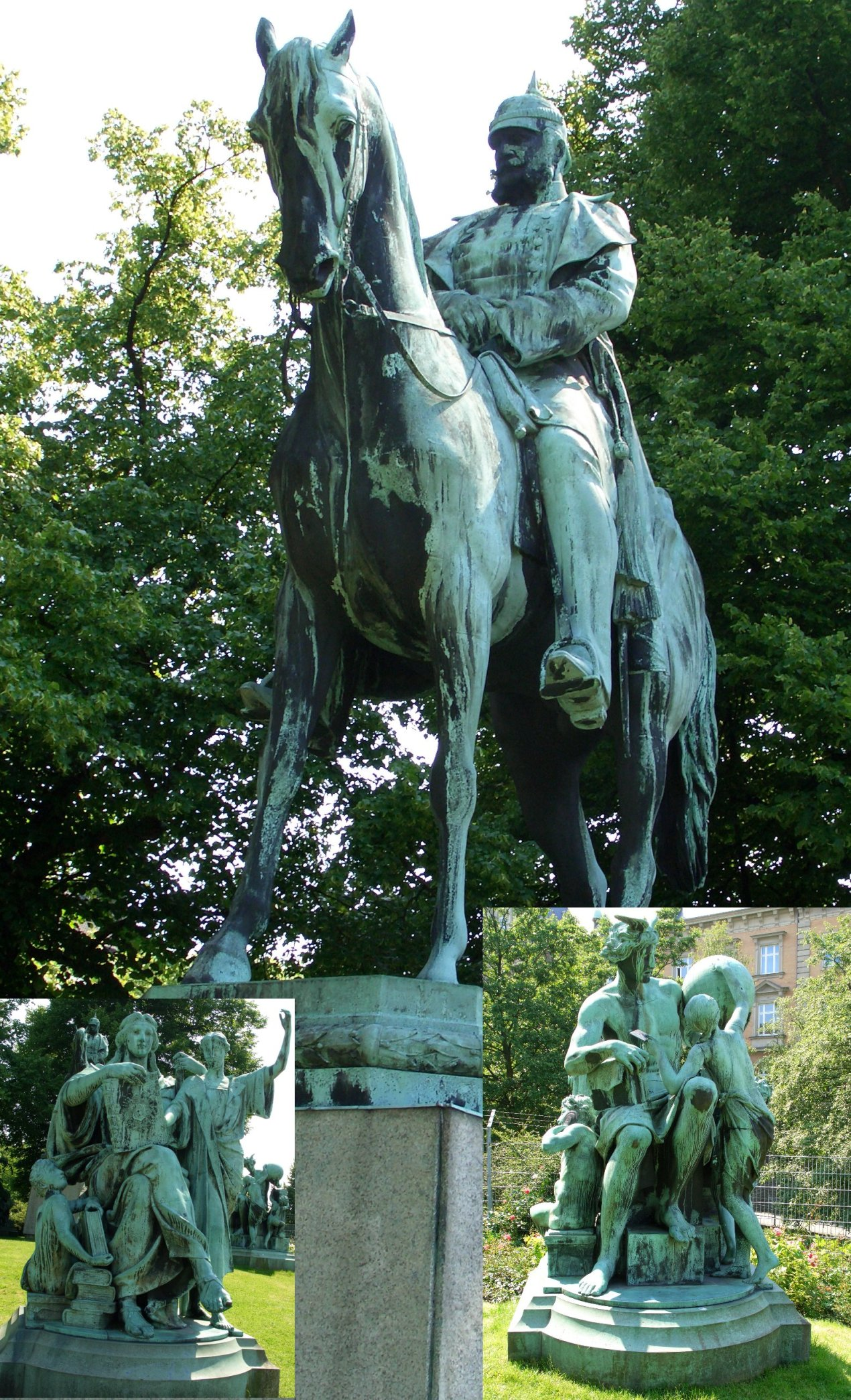
1897–1903: Monumento a Kaiser Wilhelm ad Amburgo, nel 1930 trasferito a Planten un Blomen

Johannes Schilling realizzò anche il progetto per la statua di Friedrich Schiller in Schillerplatz a Vienna, realizzata da Franz Pönninger. Opere come i monumenti per il principe Bismarck (1899–1901, a Gotha) o per il re Alberto di Sassonia (1900–1903, a Crimmitschau) non esistono più. Johannes Schilling realizzò anche numerose sculture tombali, come quelle per Franz Ludwig Gehe e Richard Hartmann, progettando un totale di circa 280 sculture in Germania, Austria, Francia e Italia. La sua statua di Cristo, del 1859, si trova nella chiesa di Cristo a Klotzsche. Nel 1996, gli eredi di Johannes Schilling consegnarono oltre 1.000 disegni alla Kupferstichkabinett di Dresda in prestito permanente.

## Premi e riconoscimenti (selezione)
- 1864: membro onorario della Royal Academy of Art di Dresda
- 1867: membro onorario della Accademia delle belle arti di Monaco di Baviera
- 1874: Ordine bavarese di Massimiliano per la scienza e le arti
- 1877: cittadino onorario della città di Mittweida
- 1883: cittadino onorario della città di Dresda
- 1882: Pour le Mérite per la scienza e l'arte
- 1889: Croce di Commendatore di II Classe dell'Ordine civile di Sassonia